# Frisilia
Frisilia é um gênero de traça pertencente à família Agonoxenidae.